# Atak downgrade
Atak typu downgrade (aktualizacja wsteczna) – forma ataku na system komputerowy lub protokół komunikacyjny, w wyniku którego następuje rezygnacja z bezpiecznego, wysokiej jakości trybu pracy (jak np. szyfrowane połączenie) na rzecz starego trybu o niższym poziomie bezpieczeństwa (tekst jawny), który jest dostępny dla zapewnienia kompatybilności wstecznej ze starszymi systemami. Luka ta, znaleziona w OpenSSL, pozwala atakującemu na ustanowienie starszej wersji TLS pomiędzy klientem a serwerem. Jest to jeden z najpowszechniejszych ataków typu downgrade.
Tego typu ataki często są wykonywane w ramach ataków z rodziny man in the middle i mogą zostać użyte jako przygotowanie pod atak kryptograficzny, którego przeprowadzenie w inny sposób jest niemożliwe. Ataki typu downgrade były problemem dotyczącym rodziny protokołów SSL/TLS; przykładowym atakiem tego rodzaju jest m.in. „POODLE”.
Usunięcie wstecznej kompatybilności jest często jedynym zabezpieczeniem przed atakami downgrade.